# Okręg wyborczy nr 98 do Sejmu Polskiej Rzeczypospolitej Ludowej (1989–1991)
Okręg wyborczy nr 98 do Sejmu Polskiej Rzeczypospolitej Ludowej (1989–1991) obejmował Toruń oraz gminy Chełmno, Chełmno (gmina wiejska), Chełmża, Ciechocin, Kijewo Królewskie, Kowalewo Pomorskie, Książki, Lisewo, Lubicz, Łubianka, Łysomice, Obrowo, Papowo Biskupie, Płużnica, Radzyń Chełmiński, Stolno, Unisław, Wąbrzeźno, Wielka Nieszawka i Zławieś Wielka (województwo toruńskie). W ówczesnym kształcie został utworzony w 1989. Wybieranych było w nim 5 posłów w systemie większościowym.
Siedzibą okręgowej komisji wyborczej był Toruń.

## Wybory parlamentarne 1989

### Mandat nr 381 –Polska Zjednoczona Partia Robotnicza
| Kandydat | I tura | I tura | II tura | II tura |
| Kandydat | Głosów | %      | Głosów  | %       |
| --- | ------ | ------ | ------- | ------- |
| Marian Żenkiewicz                                                                                              | 34 186 | 25,15  | 23 383  | 44,02   |
| Maria Brzoskiewicz                                                                                             | 19 737 | 14,52  | 21 062  | 39,65   |
| Marian Lipiński                                                                                                | 13 566 | 9,98   | —       | —       |
| Lech Jagodziński                                                                                               | 10 959 | 8,06   | —       | —       |
| Liczba głosów ważnych: 135 953 (I tura) • 53 116 (II tura) Źródło: Państwowa Komisja Wyborcza I tura i II tura |        |        |         |         |

### Mandat nr 382 –Stowarzyszenie „Pax”
| Kandydat | I tura | I tura | II tura | II tura |
| Kandydat | Głosów | %      | Głosów  | %       |
| --- | ------ | ------ | ------- | ------- |
| Kazimierz Jaworski                                                                                             | 54 239 | 37,19  | 32 670  | 61,42   |
| Juliusz Stefanowicz                                                                                            | 21 532 | 14,76  | 10 739  | 20,19   |
| Liczba głosów ważnych: 145 852 (I tura) • 53 190 (II tura) Źródło: Państwowa Komisja Wyborcza I tura i II tura |        |        |         |         |

### Mandat nr 383 – bezpartyjny
| Kandydat                                                          | Głosów  | %     |
| ----------------------------------------------------------------- | ------- | ----- |
| Jan Wyrowiński                                                    | 101 901 | 68,69 |
| Norbert Rudnicki                                                  | 30 077  | 20,28 |
| Edward Tejza                                                      | 7274    | 4,90  |
| Liczba głosów ważnych: 148 340 Źródło: Państwowa Komisja Wyborcza |         |       |

### Mandat nr 384 – bezpartyjny
| Kandydat                                                          | Głosów  | %     |
| ----------------------------------------------------------------- | ------- | ----- |
| Krzysztof Żabiński                                                | 101 117 | 71,52 |
| Maria Tyczyńska                                                   | 16 668  | 11,79 |
| Eugeniusz Ochendowski                                             | 8486    | 6,00  |
| Jan Jóźków                                                        | 8368    | 5,92  |
| Liczba głosów ważnych: 141 378 Źródło: Państwowa Komisja Wyborcza |         |       |

### Mandat nr 457 –Zjednoczone Stronnictwo Ludowe
| Kandydat                                                         | Głosów | %     |
| ---------------------------------------------------------------- | ------ | ----- |
| Jan Czaja                                                        | 24 985 | 47,05 |
| Jan Makulski                                                     | 15 694 | 29,55 |
| Liczba głosów ważnych: 53 101 Źródło: Państwowa Komisja Wyborcza |        |       |